# Mardaítas
Os Mardaítas (em siríaco:  ܡܪ̈ܕܝܐ; em árabe: المردة / ALA-LC: al-Mardah; em grego:  Μαρδαΐται) foram um povo que habitava as regiões altas do sul da Anatólia, Isáuria, Síria, e Líbano. As suas origens são pouco conhecidas, mas poderão ter origem arménia (do Mardistão). Sabe-se com certeza que eram cristãos, provavelmente monofisitas ou monotelitas.
Os imperadores bizantinos utilizaram-nos como mercenários para a guerrilha nos territórios dirigidos pelo califado. Em certas ocasiões, os Mardaítas fizeram raides até às cidades mais importantes, como Damasco. Eram também hábeis marinheiros militares, em especial na frota cibirreota cuja base estava em Adália.